# Xoài Kent
Xoài 'Kent' là tên một giống xoài có nguồn gốc ở khu vực miền nam Florida.

## Lịch sử
Cây ban đầu, một cây con của giống Brooks vào tháng 9 năm 1932, được trồng vào ngày 1 tháng 1 năm 1933 trên đất đai của Leith D. Kent  tại Coconut Grove, Florida. Kent được cho là con lai giữa Brooks và Haden, được phân tích phả hệ năm 2005 chỉ ra. Cây đầu tiên ra quả vào năm 1938. Nó đã được lựa chọn, đặt tên và mô tả vào năm 1945. Kent nhanh chóng nổi tiếng ở Florida vì hương vị tuyệt vời và thiếu chất xơ. Tuy nhiên, cây dễ bị bệnh loét và thời gian sử dụng kém của quả đã hạn chế quy mô thương mại của nó ở Florida.
Kent được trồng ở quy mô thương mại hạn chế tại các khu vực bên ngoài Hoa Kỳ, đặc biệt là ở Mỹ Latinh. Ngày nay, nó vẫn được trồng rộng rãi như một cây trước sân nhà ở Florida, nơi nó vẫn còn phổ biến. Kent là giống cha mẹ của một số trái xoài khác ở Florida, bao gồm cả Young và có thể là Gold Nugget và Jakarta. 

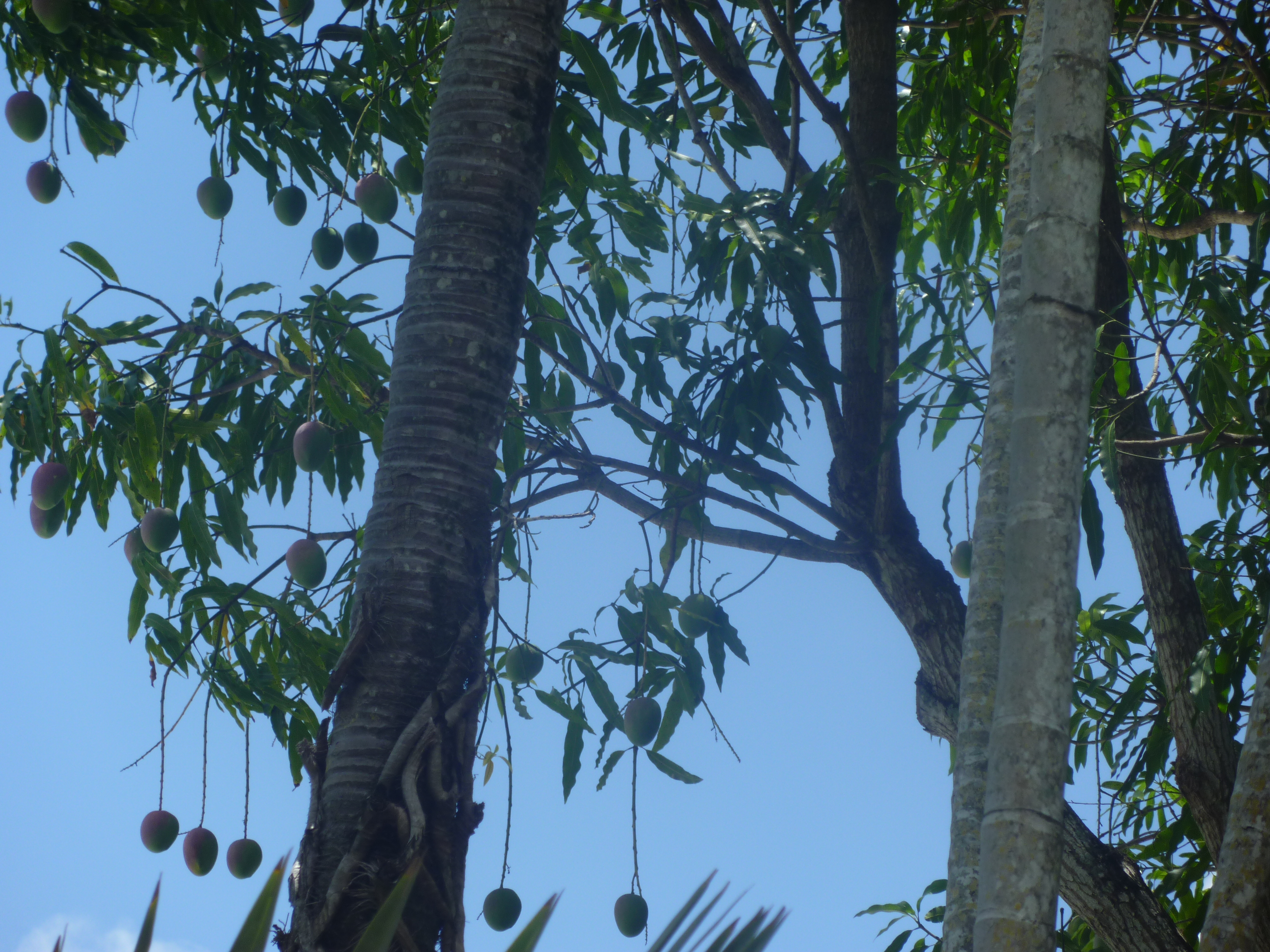
Cây xoài 'Kent' gốc,
Coconut Grove, Florida

Cây Kent được trồng trong các bộ sưu tập của USDA tại kho tế bào mầm ở Miami, Florida, Đại học Trung tâm Nghiên cứu và Giáo dục nhiệt đới của Florida ở Homestead, Florida, và  Công viên trái cây và gia vị  Miami-Dade cũng ở Homestead. Cây ban đầu vẫn còn ở Coconut Grove.
Ở Pháp, Kent là giống cây nhập khẩu chính, với lượng nhập khẩu chủ yếu đến từ khu vực Nam Mỹ và Châu Phi.

## Miêu tả
Cây là một giống cây trồng mạnh mẽ, với tán cây nhỏ gọn và thói quen phát triển thẳng đứng. Nó có thể khá cao (vượt quá 30 foot (9,1 m)) nếu được phép. Cây Kent thường tạo ra một vụ mùa lớn.
Quả thường nặng từ 20 đến 26 ounce (570–740 g), có hình bầu dục, và có hương vị ngọt ngào, phong phú. Nó thường sẽ chuyển sang màu vàng lục với một chút đỏ ở bề mặt khi trưởng thành. Hạt giống đơn phôi và sẽ có xu hướng nảy mầm trong quả nếu để trên cây quá lâu khi chín. Trái cây thường chín từ tháng Bảy đến tháng Tám ở Florida, đôi khi vào tháng Chín.